# Tepetlán (municipalité)
La municipalité de Tepetlán est l'une des 212 municipalités de l'État de Veracruz, et est située dans la partie centrale de cet État. Située à l'ouest du golfe du Mexique, la municipalité est assise sur les contreforts de la Sierra Madre orientale, et se trouve dans le bassin versant du fleuve Río Actopan. Son chef-lieu est la ville éponyme de Tepetlán. Elle appartient à la région administrative de Capital, qui est une des 10 subdivisions administratives de l'État de Veracruz, et qui comprend la capitale étatique, Xalapa.

## Géographie
La municipalité de Tepetlán s'étend du nord au sud dans la partie septentrionale du bassin versant du fleuve Río Actopan et est traversée par plusieurs de ses affluents, dont la rivière Chapopote, qui la traverse en son milieu, et la rivière Chalcoya, qui forme pour partie sa limite orientale. Elle est assise sur la Sierra de Chiconquiaco, qui est un prolongement à l'est du massif de la Sierra Madre orientale, et son altitude oscille entre 800 et 2100 mètres. Son chef-lieu, la ville éponyme de Tepetlán, se situe dans la partie occidentale de son territoire. Ce territoire couvre une superficie de 95,1 km2, et était peuplé en 2020 de 9405 habitants, pour une densité de 98,9 habitants par km2.
Cette municipalité est limitrophe au nord de celle de Chiconquiaco, à l'ouest de celles d'Acatlán et de Naolinco, et à l'est de celle de Alto Lucero de Gutiérrez Barrios.

## Composition et démographie
La municipalité était composée en 2020 de 27 localités, dont aucune n'était considérée comme urbaine, toutes étant rurales.
| Localité                     | Population |
| ---------------------------- | ---------- |
| Alto Tío Diego               | 1785       |
| Tepetlán                     | 1533       |
| Mafafas                      | 1465       |
| Vicente Guerrero (Tepetates) | 1019       |
| Colonia Ejidal               | 743        |
| Reste des localités          | 2860       |
| Total population             | 9405       |

En plus de l'espagnol, plusieurs langues amérindiennes sont parlées dans la municipalité, dont les principales sont par ordre d'importance : le ch'ol et le nahuatl.

## Histoire
La municipalité de Tepetlán est créée en 1868. En 1932, son chef-lieu San Antonio Tepetlán prend le nom simplifié de Tepetlán.

## Économie

### Agriculture et élevage
La superficie des parcelles semées représentait en 2021 une surface totale de 2442,1 hectares, parmi lesquels 1139 hectares étaient voués à la culture du maïs, 681,3 hectares étaient voués à la culture de la canne à sucre, et 573,8 hectares étaient voués à celle du caféier.
En 2021, la production de viande par tonnes comprenait 129,6 tonnes de viande bovine, 126,5 tonnes de viande porcine, 18,8 tonnes de viande ovine, 5,8 tonnes de viande caprine, 12,7 tonnes de volailles, et 4,2 tonnes de dinde. La superficie vouée à l'élevage représentait alors 1987 hectares.